# Auberville
Auberville ist eine französische Gemeinde mit 603 Einwohnern (Stand 1. Januar 2022) im Département Calvados in der Region Normandie (vor 2016 Basse-Normandie). Sie gehört zum Arrondissement Lisieux und zum Kanton Cabourg. Die Einwohner werden als Aubervillais bezeichnet.
Derzeitiger Bürgermeister ist Bertrand Chirot, der 2020 gewählt wurde. Seine Amtszeit beträgt sechs Jahre.

## Geografie
Auberville liegt am Ärmelkanal, etwa 32 Kilometer ostnordöstlich des Stadtzentrums von Caen. Umgeben wird Auberville von Villers-sur-Mer im Nordosten und Osten sowie Gonneville-sur-Mer im Süden und Westen.

## Bevölkerungsentwicklung
| Jahr                              | 1962 | 1968 | 1975 | 1982 | 1990 | 1999 | 2006 | 2013 | 2019 |
| Einwohner                         | 124  | 119  | 154  | 137  | 155  | 213  | 422  | 458  | 591  |
| Quellen: Cassini, EHESS und INSEE |      |      |      |      |      |      |      |      |      |

## Sehenswürdigkeiten
- Kirche Notre-Dame (auch: Kirche Sainte-Barbe) aus dem 13. Jahrhundert

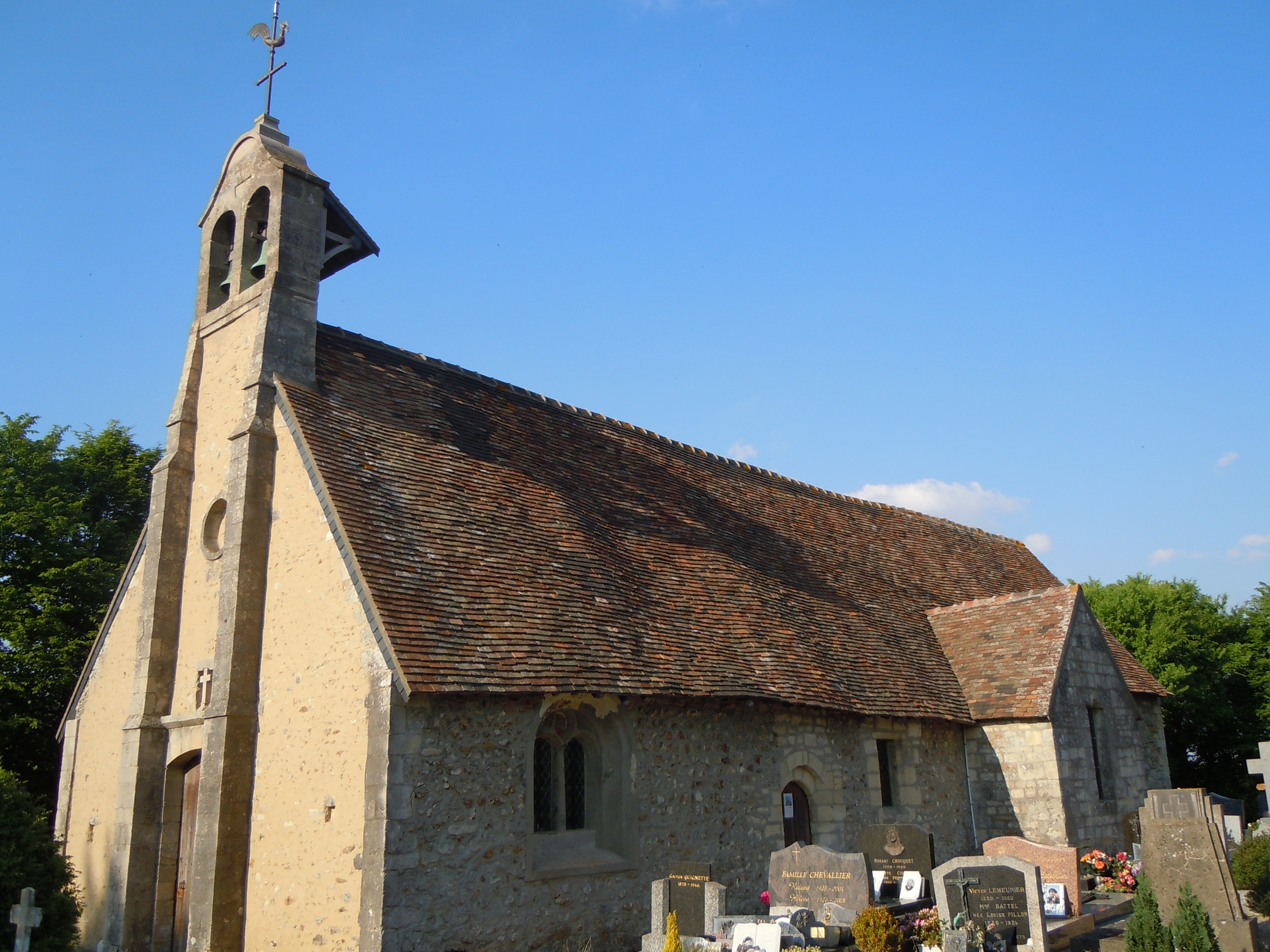
Kirche Notre-Dame